# Hamburg Cup
Der Hamburg Cup war ein von 1990 bis 1996 jährlich ausgetragenes internationales Badmintonturnier. Die Turnierserie war nach den German Open und dem Victor Cup das bedeutendste internationale Badmintonturnier Deutschlands. Das Turnier wurde ab 1993 zur Ermittlung der Badminton-Weltrangliste herangezogen, während die ersten drei Ausgaben eher nationalen Charakter hatten. Auch 1998 wurde noch einmal ein nationales Elite-Ranglistenturnier namens Hamburg Cup ausgetragen.

## Sieger
| Jahr      | Herreneinzel     | Dameneinzel         | Herrendoppel                      | Damendoppel                      | Mixed                              |
| --------- | ---------------- | ------------------- | --------------------------------- | -------------------------------- | ---------------------------------- |
| 1990 1991 | keine Daten      | keine Daten         | keine Daten                       | keine Daten                      | keine Daten                        |
| 1992      | Bram Fernardin   | Irina Serova        | Peter Lehwald Peter Bush          | Irina Serova Katja Michalowsky   | -                                  |
| 1993      | Ardy Wiranata    | Pernille Nedergaard | Jon Holst-Christensen Thomas Lund | Anne Mette Bille Marlene Thomsen | Christian Jakobsen Marlene Thomsen |
| 1994      | Søren B. Nielsen | Camilla Martin      | Imay Hendra Dicky Purwotjugiono   | Anne Mette Bille Marlene Thomsen | Thomas Lund Marlene Thomsen        |
| 1995      | George Rimarcdi  | Pernille Nedergaard | Michael Helber Michael Keck       | Lotte Olsen Rikke Olsen          | Kai Mitteldorf Katrin Schmidt      |
| 1996      | Oliver Pongratz  | Anne Søndergaard    | Dharma Gunawi Yoseph Phoa         | Eline Coene Erica van den Heuvel | Jonas Rasmussen Ann-Lou Jørgensen  |
| 1997      | Kenneth Jonassen | Katja Michalowsky   | Dharma Gunawi Yoseph Phoa         | Sandra Beißel Nicole Grether     | keine Daten                        |
| 1998      | Oliver Pongratz  | Petra Overzier      | Michael Keck Christian Mohr       | Nicol Pitro Anika Sietz          | Michael Keck Nicol Pitro           |